# Bratislavské oppidum
Bratislavské oppidum bylo keltské (velmi pravděpodobně bójské) oppidum na dnešním hradním vrchu a na východ od něj v Bratislavě v pozdní laténské době (přesněji konec 2. století př. n. l.- cca 44 př. n. l.). Velmi pravděpodobně bylo hlavním městem bójského státu ve středním Podunají, který konkuroval sousednímu Noriciu v dnešním Rakousku.

## Vývoj
Oppidum vzniklo s druhou vlnou příjezdu Bójů, tj. asi po 113 př. n. l. Po roce 58 př. n. l. (kdy se Bójové pokoušeli dobýt centrum norického království) bylo oslabené, či dokonce obsazeno norickými vojsky, což způsobilo, že bratislavští Bójové v letech 55–44 př. n. l. podlehli Dákům v čele s králem Burebistou, kteří bratislavské oppidum zničili. Po jeho zániku se stala centrem hospodářských a politických událostí opevněná osada na Devínském vrchu, která byla po celé 1. století př. n. l. hustě osídlena a měla, podobně jako oppidum, neagrární charakter. 

## Poloha a charakteristika
Bratislavské oppidum připomínalo svou strukturou a nezemědělským charakterem středověká města. Bylo politickým, administrativním a hospodářským centrem bójskeho kmenového svazu. 

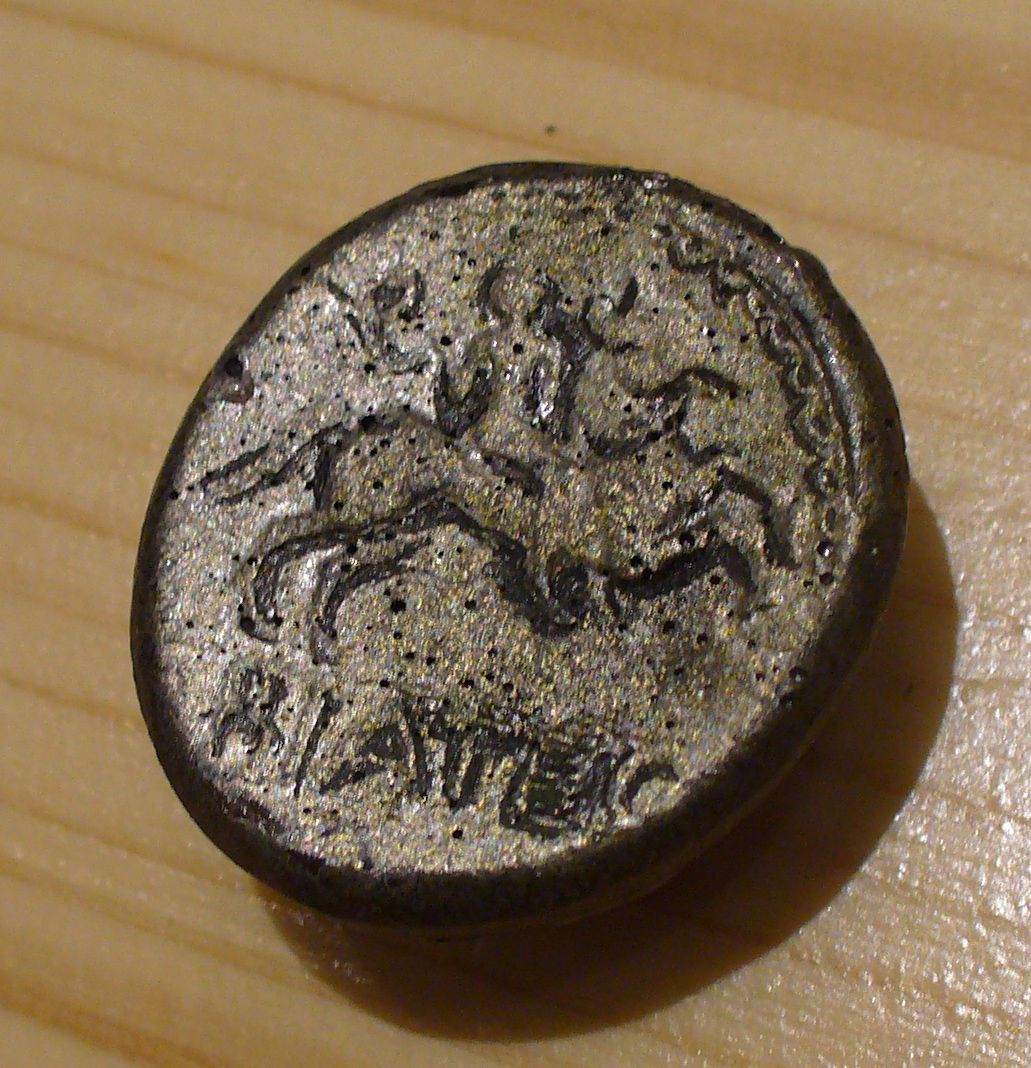
Mince Biatec (Archeologické muzeum slovenského národního muzea)

Rozkládalo se zhruba na území mezi ulicemi Palisády, Svoradova, Hurbanovým náměstím, Náměstím SNP, Panská, Laurinská a jižním svahem bratislavského hradního vrchu. Skládalo se z vnitřního opevněného areálu – vlastního oppida (asi 20 hektarové akropole na západ od Ventúrské ulice) a čtvrtí výrobního charakteru (asi 31.71 ha, podhradí na východ od Ventúrské ulice a na sever od akropole). 
Současný model bratislavského oppida spolu s oblastí Náměstí Svobody je sestaven na základě archeologických informací z 80 nalezišť evidovaných do roku 1989. K opevnění se vázaly příkopy z Rudnayova náměstí a zděný objekt na Kapitulské ulici. V podhradí se našly polozemnice (Ventúrská, Sedlárská, Panská, Hurbanovo náměstí a Partizánská), nadzemní konstrukce (zřejmě hospodářský objekt s 10 lidskými kostrami pod jižním svahem hradního vrchu), zásobní jámy, železářské pece , dílenské objekty a čtvrť s častými hrnčířskými pecemi (mezi Sedlárskou a Michalskou ulicí a Primaciálním náměstím). Hrnčířské pece ze specializované osady na Náměstí Svobody měly jinou strukturu než ty v podhradí. Nálezy keramiky jsou také četné.

## Mincovna
Častý výskyt keltských mincí ve městě (deset hromadných nálezů) vedl badatele k domněnce, že se v bratislavském oppidu nacházela mincovna. To se potvrdilo nálezem mincovnického nářadí na Panské ulici č. 19–21. K mincím patří zlatý mušlový statér s nápisem BIATEC a BIAT, stříbrné tetradrachmové mince s nápisy BIATEC, NONNOS, DEVIL, BVSV, TITTO, COISA, IANTVMARVS a malé stříbrné mince simmerinského typu. Na území bratislavského oppida se našly také cizí ražby. Jsou to například norické ražby typů Eis, Magadalensburg a západonorická ražba s nápisem ADNAMATI. Zmíněné cizí ražby pocházejí většinou z hromadného nálezu na hradním vrchu.